# Marcantonio Colonna (1724–1793)
Marcantonio Colonna (ur. 16 sierpnia 1724 w Rzymie, zm. 4 grudnia 1793 tamże) – włoski kardynał.

## Życiorys
Pochodził ze znanego rodu Colonna; był jednym z piętnaściorga dzieci Fabrizia Colonny i Cateriny Zefiriny Salviati. Jego bratem był kardynał Pietro Colonna Pamphili. W 1745 otrzymał doktorat utroque iure oraz doktorat z teologii. W młodości pełnił kilka różnych funkcji w administracji kościelnej: był protonotariuszem apostolskim (1744), referendarzem Najwyższego Trybunału Sygnatury Apostolskiej (1747) i prefektem Pałacu Apostolskiego (1743). 24 września 1759 został kreowany kardynałem i otrzymał diakonię Santa Maria in Aquiro. 9 marca 1760 przyjął święcenia diakonatu, a 1 lutego 1761 święcenia kapłańskie. Rok później, 19 kwietnia 1762 został mianowany arcybiskupem Koryntu, a następnego dnia wikariuszem generalnym Rzymu. Od 20 stycznia 1770 do 4 marca 1771 pełnił rolę kamerlinga Kolegium Kardynałów. W późniejszych latach był protektorem zakonów: sylwestrynów, teatynów, pijarów i kamedułów. 20 września 1784 został mianowany biskupem Palestriny i pozostał nim aż do śmierci.